# Houthi

"Thánh Allah muôn năm, cái chết cho nước Mỹ, cái chết cho Israel, nguyền rủa bọn Do Thái, Hồi giáo sẽ chiến thắng"

Phong trào Houthi, tên chính thức là Ansar Allah, đại diện cho người Zaidi theo dòng Hồi giáo Shiite ở cực bắc Yemen. Tên của nhóm được đặt theo tên của Hussein Badreddin al-Houthi, người đã phát động một cuộc nổi dậy vào năm 2004 và được cho là bị giết bởi lực lượng quân đội Yemen vào hồi tháng 9 năm 2004. 
Sau khi Abdul-Malik al-Houthi lên thay anh mình, nhóm phiến quân này đã thành công trong cuộc đảo chính trong năm 2014/15 và hiện nhóm đang nắm quyền kiểm soát thủ đô Sana'a và miền Bắc của Yemen.
Dưới sự lãnh đạo của Hussein Badreddin al-Houthi, nhóm này đã trở thành phe đối lập cựu tổng thống Yemem Ali Abdullah Saleh. Nhóm này cáo buộc Ali Abdullah Saleh tham nhũng và chỉ trích ông được hậu thuẫn bởi Saudi Arabia và Hoa Kỳ. Hussein cáo buộc Saleh tìm cách làm hài lòng Mỹ và gây bất lợi cho người dân Yemen và chủ quyền của Yemen. Năm 2003, khẩu hiệu của Houthi, "Thánh Allah muôn năm, cái chết cho nước Mỹ, cái chết cho Israel, nguyền rủa bọn Do Thái, Hồi giáo sẽ chiến thắng", đã trở thành khẩu hiệu của nhóm.. Chống lại lệnh bắt giữ của Saleh, Hussein bị quân đội Yemen giết chết tại Sa'dah năm 2004 cùng với một số cận vệ của ông, làm dấy lên cuộc nổi dậy của Houthi ở Yemen. Kể từ đó, ngoại trừ một thời gian ngắn xen kẽ, phong trào do em trai ông lãnh đạo. Abdul-Malik al-Houthi.